# Anthony Turgis
Anthony Turgis (Bourg-la-Reine, 16 mei 1994) is een Frans wielrenner die sinds 2019 rijdt voor Team TotalEnergies. Zijn broers Jimmy en Tanguy zijn ook wielrenner.

## Overwinningen
2010
 Frans kampioen op de weg, Nieuwelingen
2012
2e etappe deel A Luik-La Gleize
2014
Luik-Bastenaken-Luik, Beloften
2015
2e etappe Boucles de la Mayenne
Eind- en jongerenklassement Boucles de la Mayenne
2016
Classic Loire-Atlantique
3e etappe Ronde van Luxemburg
2019
GP La Marseillaise
Jongerenklassement Vierdaagse van Duinkerke
Jongerenklassement Ronde van Luxemburg
Parijs-Chauny
2024
9e etappe Ronde van Frankrijk

## Resultaten in voornaamste wedstrijden
| Jaar | Ronde van Italië | Ronde van Frankrijk | Ronde van Spanje |
| ---- | ---------------- | ------------------- | ---------------- |
| 2015 |                  |                     |                  |
| 2016 |                  |                     |                  |
| 2017 |                  |                     | 117e             |
| 2018 |                  | 116e                |                  |
| 2019 |                  | 131e                |                  |
| 2020 |                  | 108e                |                  |
| 2021 |                  | 73e                 |                  |
| 2022 |                  | 129e                |                  |
| 2023 |                  | 94e                 |                  |
| 2024 |                  | 106e (1)            |                  |
| 2025 |                  | 106e                |                  |

| Jaar | Milaan-San Remo | Gent-Wevelgem | Ronde van Vlaanderen | Parijs-Roubaix | Amstel Gold Race | Luik-Bast.‑Luik | Ronde van Lombardije | Brabantse Pijl | Parijs-Tours | Dwars door Vlaanderen |  | WK op de weg |  | Wereldranglijsten |
| ---- | --------------- | ------------- | -------------------- | -------------- | ---------------- | --------------- | -------------------- | -------------- | ------------ | --------------------- |  | ------------ |  | ----------------- |
| 2015 |                 |               |                      |                |                  | opgave          |                      |                | opgave       |                       |  |              |  |                   |
| 2016 |                 |               |                      |                |                  | 127e            | opgave               |                | 156e         |                       |  |              |  |                   |
| 2017 |                 |               |                      |                |                  |                 |                      |                | 120e         |                       |  |              |  |                   |
| 2018 | opgave          |               |                      |                |                  |                 |                      |                | 74e          |                       |  |              |  | 406e (UWT)        |
| 2019 | 41e             | 14e           | 97e                  | 18e            |                  |                 |                      |                | 29e          | ↑                     |  |              |  | 64e (UWT)         |
| 2020 | 29e             | 29e           | 4e                   |                |                  |                 |                      | 8e             |              |                       |  |              |  |                   |
| 2021 | 10e             | 9e            | 8e                   | 13e            |                  |                 |                      | opgave         | 16e          | 8e                    |  | opgave       |  |                   |
| 2022 | ↑               | 26e           | opgave               | opgave         | opgave           |                 |                      |                | opgave       | 72e                   |  |              |  |                   |
| 2023 | 9e              | 32e           | 17e                  | 74e            |                  |                 |                      |                | 13e          | 138e                  |  |              |  |                   |
| 2024 |                 | 37e           |                      | 54e            |                  |                 |                      | 16e            | 10e          | opgave                |  |              |  |                   |
| 2025 |                 | 12e           |                      | 39e            | opgave           |                 |                      | 18e            |              |                       |  |              |  |                   |

## Ploegen
- 2014 –  Cofidis, Solutions Crédits (stagiair vanaf 1 augustus)
- 2015 –  Cofidis, Solutions Crédits
- 2016 –  Cofidis, Solutions Crédits
- 2017 –  Cofidis, Solutions Crédits
- 2018 –  Cofidis, Solutions Crédits
- 2019 –  Direct Énergie
- 2020 –  Total Direct Énergie
- 2021 –  Total Direct Energie
- 2022 –  Team TotalEnergies
- 2023 –  TotalEnergies
- 2024 –  TotalEnergies
- 2025 –  TotalEnergies

Bagot ·
Bescond · 
Cammaerts ·
Coppel ·
Edet ·
Fouchard ·
García ·
Hardy ·
Jõeäär ·
Laporte ·
Le Mével ·
Lemarchand ·
Lemoine ·
Levarlet ·
Maté · 
Molard ·
Navarro · 
Petit ·
Poulhiès ·
Sénéchal · 
Simon ·
Taaramäe · 
Venturini · 
Verhelst ·
Zingle ·
Chetout (stagiair) · 
Kowalski (stagiair) · 
Turgis (stagiair) 
Ahlstrand · Bagot · N.Bouhanni · Chainel · Chetout · Edet · Hardy · Jõeäär · Laporte · Lemoine · Maté · Molard · Navarro · Petit · Rollin · Rossetto · Sénéchal · Simon · Soupe · Turgis · Van Staeyen · Vanbilsen · Venturini · Verhelst · Zingle · R.Bouhanni (stagiair) · Hofstetter (stagiair) · San Sebastián (stagiair)
Ahlstrand · Bagot · N.Bouhanni · R.Bouhanni · Božič · Chetout · Cousin · Edet · Hardy · Hofstetter · Jeannesson · Jõeäär · Laporte · Lemoine · Maté · Molard · Navarro · Perez · Rossetto · Sénéchal · Simon · Soupe · Turgis · Van Staeyen · Vanbilsen · Venturini · Godon (stagiair) · Le Turnier (stagiair)
Bagot · Bonnafond · N. Bouhanni · R. Bouhanni · Chetout · Claeys · Cousin · Edet · Godon · Hofstetter · Laporte · Le Turnier · Lemoine · Maté · Navarro · Perez · Rossetto · Sénéchal · Simon · Soupe · A. Turgis · J. Turgis · Van Genechten · Van Staeyen · Vanbilsen · Venturini · Barceló (stagiair) · Lafay (stagiair) · T. Turgis (stagiair)
Bonnafond · N. Bouhanni · R. Bouhanni · Chetout · Claeys · Edet · Godon · Jesús Herrada · José Herrada · Hofstetter · Lafay · Laporte · Le Turnier · Lemoine · Maté · Navarro · Perez · Rossetto · Simon · Soupe · Teklehaimanot · A. Turgis · J. Turgis · Van Lerberghe · Van Staeyen · Vanbilsen · Morin (stagiair) · Puppio (stagiair) · Skaarseth (stagiair)
Bonifazio · Boudat · Burgaudeau · Calmejane · Cardis · Cousin · Gaudin · Gène · Grellier · Hivert · Journiaux · Ligthart · Nauleau · Ourselin · Petit · Pichot · Quéméneur · Sellier · Sicard · Taaramäe · Terpstra · Tulik · Turgis
Boasson Hagen · Bodnar · Bonifazio · Burgaudeau · Cabot · de la Parte · Doubey · Dujardin · Ferron · Geniez (tot 31/5) · Grellier · Jousseaume · Latour · Lawless · Manzin · Oss · Ourselin · Rodríguez · J. Sagan · P. Sagan · Simon · Soupe · Terpstra · Turgis · Van Gestel · Vuillermoz · Devanne (stagiair) · Vercher (stagiair)
Boasson Hagen · Bodnar · Bonnet · Burgaudeau · Cabot · Cras · de la Parte · Doubey · Dujardin · Ferron · Grellier · Jeannière · Jousseaume · Latour · Manzin · Oss · Ourselin · Sagan · Simon · Soupe · Tesson · Turgis · Van Gestel · Vercher · Vuillermoz · Boniface (stagiair) · Cialone (stagiair) · Grolier (stagiair)
Boniface · Bonnet · Burgaudeau · Cras · Doubey · Dujardin · Ferron · Gachignard · Grellier · Jeannière · Jegat · Jousseaume · Latour · Manzin · Ourselin · Simon · Soupe · Tesson · Turgis · Vadic · Van Gestel · Vercher · Vuillermoz · Boulahoite (stagiair) · Marcerou (stagiair) · Sanchez (stagiair)